# Podomí
Podomí település Csehországban, Vyškovi járásban. Podomí Senetářov, Ruprechtov, Ježkovice, Krásensko és Vyškov településekkel határos. Lakosainak száma 461 fő (2024. január 1.).

## Népesség
A település lakosságának változását az alábbi diagram mutatja:
| Lakosok száma | 501  | 612  | 602  | 495  | 482  | 413  | 417  | 430  | 421  | 461  |
|               | 1869 | 1900 | 1921 | 1961 | 1980 | 2011 | 2016 | 2019 | 2021 | 2024 |